# Světlana (odbojová skupina)
Organizace Světlana byla protikomunistická odbojová skupina působící na Moravě v letech 1948–1952. Název organizace je odvozen od jména dcery Josefa Vávry-Staříka (zakladatel organizace) a Aloisie Doležalové. Skupina byla složená především z bývalých partyzánů a zabývala se šířením ilegálních tiskovin, ukrýváním lidí, kteří byli pronásledování režimem, a náborem nových členů. Organizace a její činnost však byly od počátku sledovány Státní bezpečností. Ta navíc dokázala do organizace infiltrovat své agenty a tím celou skupinu rozbít.

## Zakládající členové

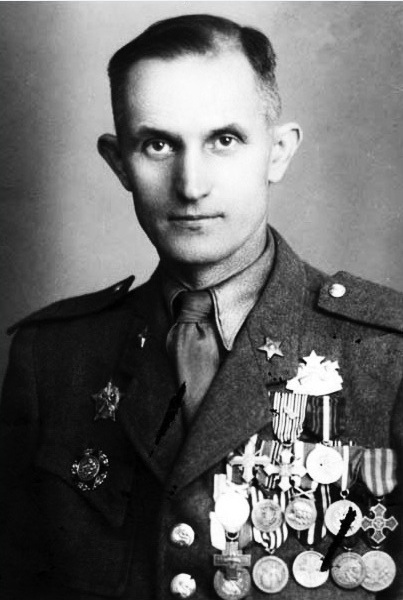
Josef Vávra-Stařík

Zakladatelem této organizace se stal bývalý partyzán Josef Vávra-Stařík, který v době vzniku Světlany pobýval v Paříži, kam ilegálně uprchl krátce po únoru 1948. Skutečným šéfem odbojové organizace na území Československa byl Antonín Slabík. Josef Vávra-Stařík a Antonín Slabík se znali již z druhé světové války, kdy byli oba členy partyzánských skupin. Josef Vávra-Stařík byl členem 1. československé partyzánské brigády Jana Žižky, Antonín Slabík byl členem partyzánského oddílu Olga.

### Vznik organizace
Po druhé světové válce se Josef Vávra-Stařík podílel na založení družstva Partkol, jež sdružovala české partyzány. V tomto spolku vykonával funkci předsedy ve Zlíně. Mezi obyvateli byl velmi oblíbený a vážený. Organizoval pomoc bývalým politickým vězňům a jejich rodinám. Zde se poprvé dostává do sporu s komunistickými představiteli, do roztržky se dostává mj. i s tajným agentem NKVD – mjr. Augustinem Schrammem. Protože Josefu Vávrovi-Staříkovi hrozilo zatčení, rozhodl se dále ve svých aktivitách nepokračovat. Oficiální důvod jeho odchodu ze Zlína byl však odjezd na léčení na východu republiky. Ve skutečnosti však odjel do Volar, kde přešel státní hranici. Po zadržení v uprchlickém táboře pokračoval do Francie, kde se usadil v Paříži. Odtud posílal dopisy do Československa, především Antonínu Slabíkovi a Rudolfu Lenhardovi. Zde se zrodila myšlenka zorganizovat bývalé partyzány do ilegální skupiny.
V září 1948 se ve Zlíně uskutečnila schůzka, kterou inicioval právě Lenhard. Na této schůzce přečetl dopis od Vávry-Staříka, který nepřímo vyzýval k vytvoření ilegální organizace. První ustanovující schůze proběhla až o čtyři měsíce později, a to 7. ledna 1949. Ta se především věnovala družstvu Partkol a jeho výdělku, dále pak finanční pomoci poskytnuté manželkám již uprchlých partyzánů, v otázce financování Světlany se výpovědi rozcházejí. Štáb Světlany byl vytvořen téhož měsíce. U zrodu stáli Antonín Slabík, Rudolf Lenhard a Bedřiška Slavíková, švagrová Antonína Slabíka. Záhy začaly vznikat odnože Světlany. Byla to Světlana-Jarmila, Světlana-Makyta, Světlana-Zlín, Světlana-Jeseník.

## Činnost organizace

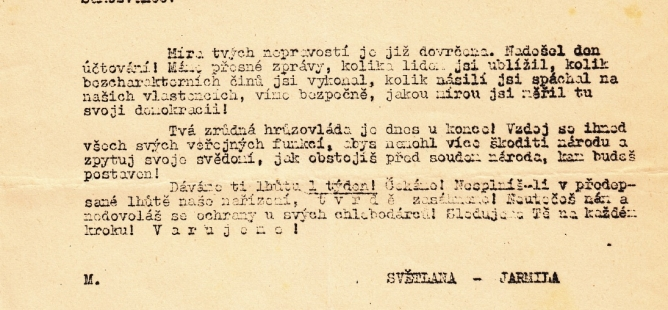
Leták organizace Světlana

Hlavním úkolem organizace bylo rozšiřování její členské základny, hledání nových, spolehlivých spolupracovníků k zakládání dalších odnoží skupiny. Dále pak šíření ilegálních tiskovin, které byly psány na psacím stroji a množeny na ručním cyklostylu. Tyto letáky vyzývaly obyvatele k vyjádření odporu proti komunistickému režimu. Organizace též získávala zbraně a pomáhala ukrývat občany pronásledované režimem.
Právě nabírání nových členů se stalo organizaci osudné. Již v prosinci byl infiltrován spolupracovník Státní bezpečnosti – Václav Kocourek. Státní bezpečnost tak již od počátku celou činnost organizace monitorovala. Postupně byli nasazeni ještě další dva agenti. Krátce po vytvoření organizace tak došlo k první vlně zatýkání.
Jaroslav Pospíšil, který se ve svém díle Světlanou obsáhle zabýval, ovšem vyjádřil názor, že celá Světlana byla jen produktem obrovské provokace Státní bezpečnosti, jejímž nejdůležitějším člověkem byl samotný šéf Světlany, Antonín Slabík. Jaroslav Pospíšil musel kvůli tomuto názoru čelit před soudem žalobě, kterou něj podala vdova po Antonínu Slabíkovi. Ta však svou při prohrála – podle Vrchního soudu v Olomouci měl Jaroslav Pospíšil dostatek podkladů, aby to mohl tvrdit.

## Zatýkání a soudní procesy

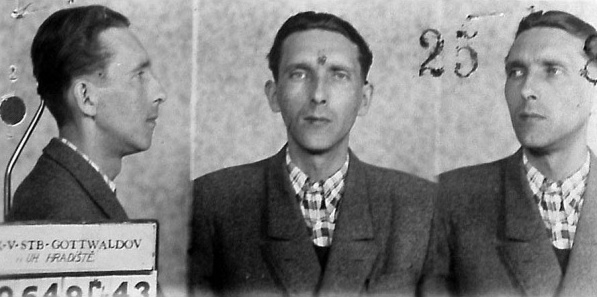
Vazební fotografie Rudolfa Lenharda

Již v březnu 1949 byli zatčeni první příslušníci organizace, nejvýznamnějším členům se ale podařilo vyváznout. Na jejich dopadení byli nasazeni spolupracovníci StB, kteří se je pod záminkou pomoci snažili vylákat z jejich úkrytů. Pro tento případ byl zřízen zvláštní útvar Ministerstva vnitra. Lidé z tohoto útvaru vytvářeli dopisy, které měly vypadat, že jsou psány členy organizace. Takto se podařilo zatknout např. Rudolfa Lenharda, který uvěřil léčce v podobě nabídky přechodu státní hranice. Dokonce i samotný Vávra-Stařík padl do pasti, když se, nespokojen s poměry v Paříži, rozhodl odejít do Jugoslávie. Ve Vídni byl komunistickým agentem nalákán do sovětské zóny, zatčen a v kufru auta odvezen do Československa. Tam byl několik let držen ve vazbě a využíván jako svědek v politických procesech. Popraven byl 27. srpna 1953. Aloisie Doležalová tvrdila, že ve skutečnosti byl poslán na školení do Karlových Varů, kde mu byla změněna identita a byl poslán znovu za hranice. Podle jejích slov měl zahynout v Anglii při autonehodě.
Celkem bylo zatčeno téměř 300 osob, které byly rozděleny do šestnácti skupin a následně souzeny ve čtyřech soudních procesech které se konaly ve Zlíně, Uherském Hradišti a Vsetíně. Na veřejné procesy vysílané rozhlasem se vydávaly vstupenky a publikum tvořili hlavně dělníci z továren. Celkem bylo vyneseno třináct rozsudků smrti a čtrnáct doživotních trestů, dále pak několik desítek trestů v rozmezí dvacet až dvacet pět let. Čtyři tresty smrti byly poté prezidentem zmírněny na doživotí či dvacet pět let.

## Akce Světlana
Byla akce StB, která měla sloužit k likvidaci odbojové organizace Světlana. Právě infiltrace agentů StB a falešné dopisy vedou často k názoru, že odbojová skupina byla pouze dílem komunistů a měla sloužit k vyprovokování třídních nepřátel. Dochází tedy k chybnému sloučení odbojové skupiny Světlana s akcí Světlana. Podle Zdeňka F. Šedivého a jiných autorů, např. Jaroslava Pospíšila, odešel Josef Vávra-Stařík do zahraničí z pověření komunistické strany, konkrétně generálního tajemníka KSČ Rudolfa Slánského. Jeho úkol byl sledovat a rozvracet politický exil, dále potom připravit zmiňovanou akci. I Aloisie Doležalová tvrdila, že jí Vávra-Stařík řekl, že jde za hranice s posláním strany.
Většina zatčených byli bývalí partyzáni nebo jejich pomocníci, kteří bojovali v době okupace v partyzánské brigádě „Jana Žižky“ z Trocnova.
Většina odsouzených, ať již k dlouholetému žaláři nebo na smrt, byli k činnosti vyprovokováni Státní bezpečností.

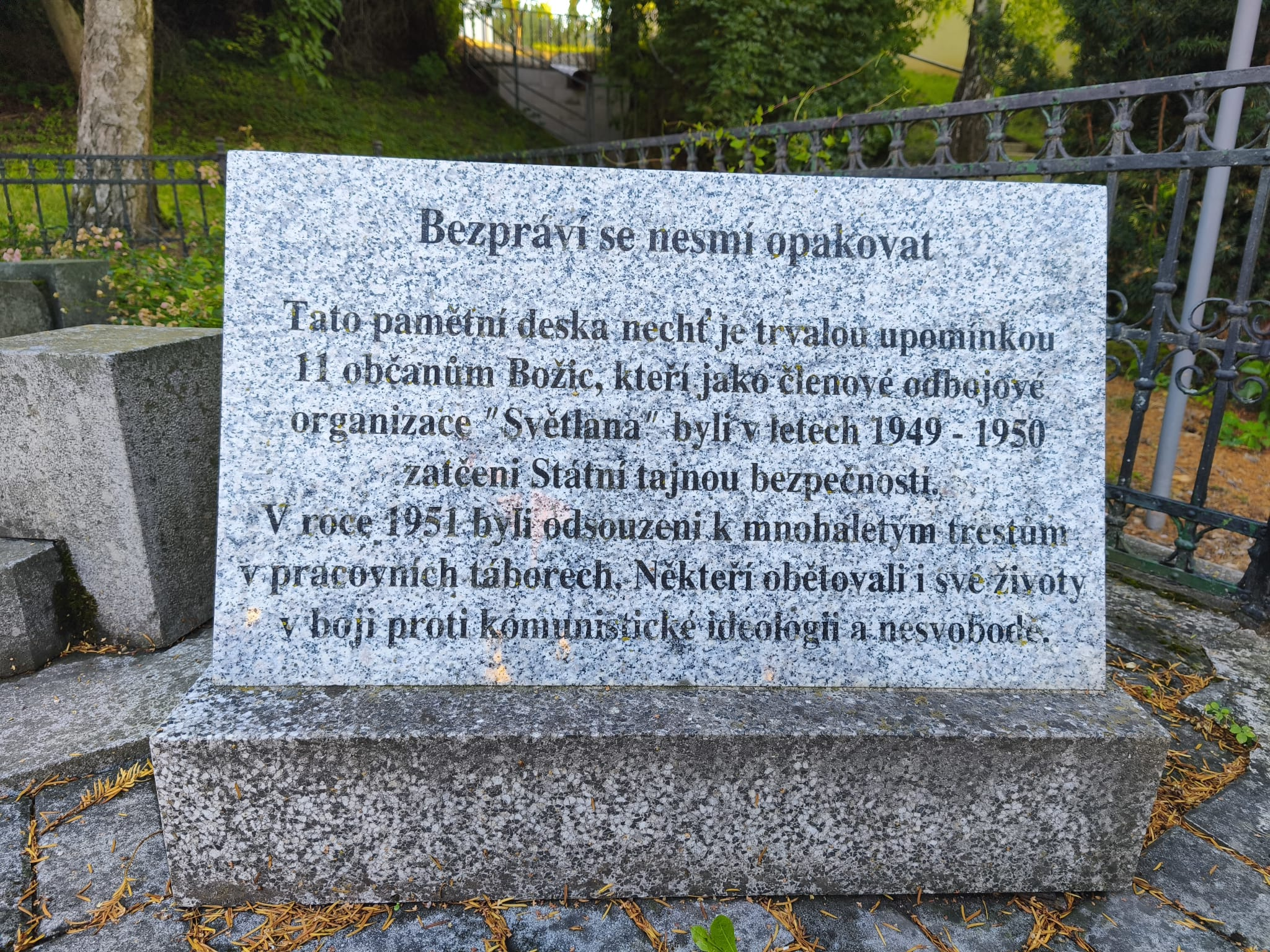
Pamětní deska v Božicích

## Památníky
Pomník obětem komunistického režimu byl odhalený v roce 1993, vedle bývalé věznice na Palackého náměstí v Uherském Hradišti, kde byli vyslýcháni a mučeni členové odbojové skupiny Světlana i nevinní lidé.
Pamětní deska členům odbojové organizace Světlana v Božicích byla odhalena v roce 2010.
Virtuální prohlídka výstavy Případ Světlana, probíhající od 17. 11. 2021 – 9. 2. 2022 v Uherském Hradišti.